# Bacchisa annulicornis
Bacchisa annulicornis là một loài bọ cánh cứng trong họ Cerambycidae.